# Senador Vergueiro
Nicolau Pereira de Campos Vergueiro, mais conhecido como Senador Vergueiro (Vale da Porca, Macedo de Cavaleiros 20 de dezembro de 1778 — Rio de Janeiro, 17 de setembro de 1859), foi um fazendeiro de café e político luso-brasileiro. Foi pioneiro na implementação de mão-de-obra livre no país ao trazer os primeiros imigrantes europeus para trabalharem na Fazenda Ibicaba, da qual foi proprietário. O contrato era preparado pelo próprio Vergueiro, estabelecendo a posse da produção e outras providências, em sua maioria de caráter exploratório. Diante disso, os imigrantes da principal propriedade do senador Vergueiro, a Fazenda Ibicaba, se revoltaram, sob a orientação de Thomas Davatz, um líder religioso suíço, que fez crescer naqueles trabalhadores a ambição de se tornarem pequenos ou médios proprietários, como imaginavam ser quando deixaram a Europa.

## Biografia

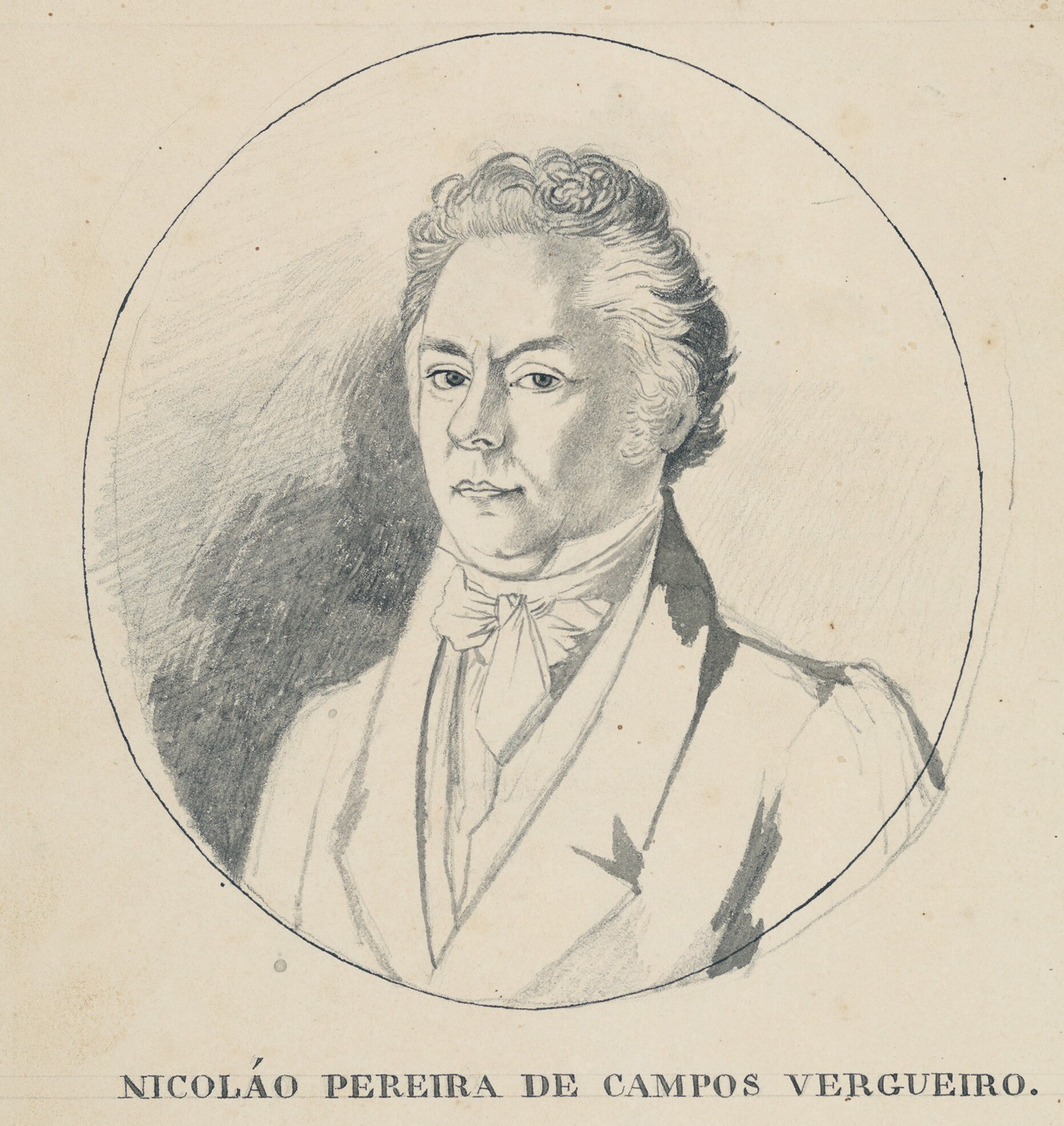
Retrato por Hércules Florence, 1830.

Nicolau Pereira de Campos Vergueiro nasceu dia 20 de dezembro de 1778, em Val da Porca, Portugal, filho de Luiz Bernardo Pereira Vergueiro e Clara Maria Borges Campos. Formou-se bacharel em direito pela Universidade de Coimbra em 1801. O jovem mudou-se para o Brasil, com 25 anos, e rapidamente ingressou nos âmbitos políticos e econômicos mais importantes da província de São Paulo. Em 2 de agosto de 1804, casou-se na Catedral da Sé com Maria Angelica de Vasconcellos, filha do Capitão José de Andrade e Vasconcellos. Exerceu a função de advogado no fórum de São Paulo, cargo que ocupou até 1815.
Paralelamente, em 1807, Vergueiro adquiriu, em parceria com o sogro, uma sesmaria de duas léguas em quadra, em Piracicaba, onde fundou o Engenho do Limoeiro, cujo primeiro administrador foi seu irmão João Manuel Vergueiro. Sete anos depois, adquiriu nova sesmaria em sociedade com o sogro. Com dimensões de três léguas de testada e uma de fundo, Monjolinho se localizava nos Campos de Araraquara e foi destinada à criação de gado. Algum tempo depois, tornou-se o único proprietário das duas terras.
Em 1813, foi nomeado vereador da Câmara Municipal de São Paulo. Foi juiz das sesmarias até 1816, quando mudou-se para Piracicaba, adquiriu em sociedade com o brigadeiro Luís Antônio de Sousa terras na região de Rio Claro. Em 1821, às vésperas da independência do Brasil, tornou-se membro do governo provisório da província de São Paulo. Exerceu outros cargos nas províncias de São Paulo e Minas Gerais. Participante da constituinte de 1823 como representante da província de São Paulo, como os irmãos Antônio Carlos Ribeiro de Andrada e José Bonifácio de Andrada e Silva e Martim Francisco Ribeiro de Andrada, que foi preso após a dissolução da constituinte.
Era senador e, com a abdicação de dom Pedro I, integrou a Regência Trina provisória (1831) representando o setor agro-exportador durante a menoridade de dom Pedro II. Integrou o gabinete de 13 de setembro (1832), assumindo a pasta do Império (até 23 de maio de 1833) e a da Fazenda (até 14 de dezembro de 1832). Ocupou a pasta da Justiça no gabinete de 22 de maio, organizado por Manuel Alves Branco, segundo visconde de Caravelas, e, interinamente, a do Império (ver Gabinete Alves Branco).
Foi senador durante dez legislaturas consecutivas. Como parlamentar, sempre defendeu posições liberais e antiescravistas. Na década de 1840 e na década de 1850, foi pioneiro na introdução de imigrantes europeus em suas fazendas de café em Limeira e a Fazenda Angélica, que recebeu este nome em homenagem a esposa de Vergueiro.
A partir de 1847, o Senador Vergueiro, estimulou a vinda de famílias europeias para trabalharem em sua fazenda de café em Limeira, São Paulo. Ele custeava a viagem dos imigrantes e, quando estes chegavam ao Brasil, estavam endividados. Foi adotado o sistema de parceria em que eles trabalhavam de graça nos cafezais, porém, as despesas se acumulavam e podiam ser pagas após as colheitas, na maioria das vezes, os imigrantes precisavam fazer empréstimos com juros exagerados, gerando um ciclo de dividas. Além disso, eles eram levados a comprar seus mantimentos nos armazéns da fazenda por preços elevados. Essas circunstâncias provocavam, em pouco tempo, um regime de semi-escravidão.
Isso causou Revolta de Ibicaba ou Revolta dos Parceiros, em 1856, que teve repercussão internacional, ao ponto de o governo prussiano proibir a imigração para o Brasil. Com o fracasso do sistema de parceria, os fazendeiros passaram a pagar um valor fixo por aquele trabalho, até mesmo uma remuneração mensal. Introduziu-se o trabalho assalariado no Brasil e a escravidão africana deteriorava cada vez mais, até ser abolida juridicamente em 1888.
O livro intitulado Memórias de um colono no Brasil 1850, escrito pelo ex-colono suíço da Fazenda Ibicaba Thomas Davatz, expôs as péssimas condições de trabalho dos imigrantes nas fazendas de café. A partir de 1870, o governo brasileiro passou a bancar o transporte e a hospedagem inicial dos imigrantes. Nessa época, formaram-se as Sociedades Protetoras da Imigração com intuito de incentivar mais imigrantes europeus a virem para o país.
O Senador Vergueiro faleceu em 18 de setembro de 1859, no Rio de Janeiro. Seu corpo foi sepultado no Cemitério São João Batista no Rio de Janeiro.

## Cargos
Dentre os cargos por ele ocupados, constam:
- 1806 - Promotor de resíduos;
- 1811 - juiz ordinário;
- 1813 - Vereador da Câmara Municipal de São Paulo;
- 1821 - Membro do governo provisório da província de São Paulo;[11]
- 1822 - Deputado à Constituinte Portuguesa;
- 1823 - Deputado à Constituinte Brasileira;
- 1826 a 1828 - Deputado geral por São Paulo;
- 1826 a 1829 e 1830 a 1833 - Membro do Conselho do Governo de São Paulo;
- 1828 a 1859 - Senador por Minas Gerais;
- 1831 - Membro da Regência Provisória Trina;[7]
- 1832 - Ministro do Império;[12]
- 1832 - Ministro da Fazenda;
- 1835 a 1837 - Presidente da Assembleia Legislativa de São Paulo;
- 1835 a 1847 - Deputado à Assembleia Provincial de São Paulo;
- 1841 - Grã-cruz da Imperial Ordem do Cruzeiro;
- 1846 - Gentil homem da Casa Imperial;
- 1847 - Ministro da Justiça;
- 1847 - Ministro do Império.

## Homenagens póstumas
Em sua homenagem, várias ruas de cidades brasileiras foram nomeadas com seu nome, como a rua Senador Vergueiro, no bairro do Flamengo, na cidade do Rio de Janeiro, rua Senador Vergueiro em Limeira, a rua Vergueiro e a rua Campos Vergueiro, as duas na cidade de São Paulo. Existe ainda a rua Senador Campos Vergueiro, situada no bairro Planalto, em Belo Horizonte. Há também uma Avenida Senador Vergueiro em São Bernardo do Campo, e outras ruas com o mesmo nome em São Caetano do Sul e em Santo André, estes três municípios localizados na região do ABC Paulista, no estado de São Paulo. Existe também uma rua em homenagem a ele no conjunto habitacional Cidade Satélite, no bairro Pitimbu, zona sul da cidade de Natal, capital do Rio Grande do Norte.

## Gerações seguintes
De acordo com um sítio ligado ao Instituto Brasileiro de Genealogia, a árvore genealógica do imigrante português Nicolau Pereira de Campos Vergueiro é uma das mais extensas do Brasil, abrangendo mais de 950 famílias, que geraram ao menos 2 671 casamentos.
Seu filho, Nicolau José de Campos Vergueiro, recebeu, do imperador dom Pedro II, o título de barão, em 1879, e o de visconde de Vergueiro em 1881.
Seu neto, de mesmo nome, Nicolau Pereira Campos Vergueiro, filho de Luiz Pereira de Campos Vergueiro, não seguiu carreira política. Aos dez anos, mudou-se com dois irmãos para a Alemanha. Retornou ao Brasil com 26 anos, graduado em medicina pela Universidade de Berlim. Clinicou entre São Paulo e Rio de Janeiro, até ir para a Áustria em 1881. No ano seguinte, nasceu seu filho Luis Pereira de Campos Vergueiro, que adoeceu e fez a família voltar para o Brasil em busca de um clima apropriado à sua recuperação. Em Sorocaba, fundou uma clínica para convalescentes que foi a primeira do tipo no interior da Província de São Paulo. A importâncias das relações sociais dos Vergueiro pode ser notada pelos frequentadores dessa clínica. Famílias como: Silva Prado, Souza Queiroz, Paes de Barros, Almeida Prado, entre outras.
|             |             |             |             |             |             |  |  |                          |                          |                          |                          |                          |                          |  |  |                                                  |                                                  |                                                  |                                                  |                                                  |                                                  |  |  |                              |                              |                              |                              |                              |                              |  |  | Luís Bernardo Pereira Vergueiro                           | Luís Bernardo Pereira Vergueiro                           | Luís Bernardo Pereira Vergueiro                           | Luís Bernardo Pereira Vergueiro                           | Luís Bernardo Pereira Vergueiro                           | Luís Bernardo Pereira Vergueiro                           |  |  | Clara María Borges Campos   | Clara María Borges Campos   | Clara María Borges Campos   | Clara María Borges Campos   | Clara María Borges Campos   | Clara María Borges Campos   |  |  |             |             |             |             |             |             |  |  |                |                |                |                |                |                |  |  |                       |                       |                       |                       |                       |                       |  |  |                        |                        |                        |                        |                        |                        |  |  |  |  |  |  |  |  |  |  |  |  |  |  |  |  |  |  |  |  |  |  |  |  |  |  |  |  |  |  |  |  |  |  |  |  |  |  |  |  |  |  |  |  |  |  |  |  |  |  |  |  |  |  |  |  |
|             |             |             |             |             |             |  |  |                          |                          |                          |                          |                          |                          |  |  |                                                  |                                                  |                                                  |                                                  |                                                  |                                                  |  |  |                              |                              |                              |                              |                              |                              |  |  | Luís Bernardo Pereira Vergueiro                           | Luís Bernardo Pereira Vergueiro                           | Luís Bernardo Pereira Vergueiro                           | Luís Bernardo Pereira Vergueiro                           | Luís Bernardo Pereira Vergueiro                           | Luís Bernardo Pereira Vergueiro                           |  |  | Clara María Borges Campos   | Clara María Borges Campos   | Clara María Borges Campos   | Clara María Borges Campos   | Clara María Borges Campos   | Clara María Borges Campos   |  |  |             |             |             |             |             |             |  |  |                |                |                |                |                |                |  |  |                       |                       |                       |                       |                       |                       |  |  |                        |                        |                        |                        |                        |                        |  |  |  |  |  |  |  |  |  |  |  |  |  |  |  |  |  |  |  |  |  |  |  |  |  |  |  |  |  |  |  |  |  |  |  |  |  |  |  |  |  |  |  |  |  |  |  |  |  |  |  |  |  |  |  |  |
|             |             |             |             |             |             |  |  |                          |                          |                          |                          |                          |                          |  |  |                                                  |                                                  |                                                  |                                                  |                                                  |                                                  |  |  |                              |                              |                              |                              |                              |                              |  |  |                                                           |                                                           |                                                           |                                                           |                                                           |                                                           |  |  |                             |                             |                             |                             |                             |                             |  |  |             |             |             |             |             |             |  |  |                |                |                |                |                |                |  |  |                       |                       |                       |                       |                       |                       |  |  |                        |                        |                        |                        |                        |                        |  |  |  |  |  |  |  |  |  |  |  |  |  |  |  |  |  |  |  |  |  |  |  |  |  |  |  |  |  |  |  |  |  |  |  |  |  |  |  |  |  |  |  |  |  |  |  |  |  |  |  |  |  |  |  |  |
|             |             |             |             |             |             |  |  |                          |                          |                          |                          |                          |                          |  |  |                                                  |                                                  |                                                  |                                                  |                                                  |                                                  |  |  |                              |                              |                              |                              |                              |                              |  |  |                                                           |                                                           |                                                           |                                                           |                                                           |                                                           |  |  |                             |                             |                             |                             |                             |                             |  |  |             |             |             |             |             |             |  |  |                |                |                |                |                |                |  |  |                       |                       |                       |                       |                       |                       |  |  |                        |                        |                        |                        |                        |                        |  |  |  |  |  |  |  |  |  |  |  |  |  |  |  |  |  |  |  |  |  |  |  |  |  |  |  |  |  |  |  |  |  |  |  |  |  |  |  |  |  |  |  |  |  |  |  |  |  |  |  |  |  |  |  |  |
|             |             |             |             |             |             |  |  |                          |                          |                          |                          |                          |                          |  |  |                                                  |                                                  |                                                  |                                                  |                                                  |                                                  |  |  |                              |                              |                              |                              |                              |                              |  |  | Nicolau Pereira de Campos Vergueiro Senador Vergueiro     | Nicolau Pereira de Campos Vergueiro Senador Vergueiro     | Nicolau Pereira de Campos Vergueiro Senador Vergueiro     | Nicolau Pereira de Campos Vergueiro Senador Vergueiro     | Nicolau Pereira de Campos Vergueiro Senador Vergueiro     | Nicolau Pereira de Campos Vergueiro Senador Vergueiro     |  |  | María Angélica Vasconcellos | María Angélica Vasconcellos | María Angélica Vasconcellos | María Angélica Vasconcellos | María Angélica Vasconcellos | María Angélica Vasconcellos |  |  |             |             |             |             |             |             |  |  |                |                |                |                |                |                |  |  |                       |                       |                       |                       |                       |                       |  |  |                        |                        |                        |                        |                        |                        |  |  |  |  |  |  |  |  |  |  |  |  |  |  |  |  |  |  |  |  |  |  |  |  |  |  |  |  |  |  |  |  |  |  |  |  |  |  |  |  |  |  |  |  |  |  |  |  |  |  |  |  |  |  |  |  |
|             |             |             |             |             |             |  |  |                          |                          |                          |                          |                          |                          |  |  |                                                  |                                                  |                                                  |                                                  |                                                  |                                                  |  |  |                              |                              |                              |                              |                              |                              |  |  | Nicolau Pereira de Campos Vergueiro Senador Vergueiro     | Nicolau Pereira de Campos Vergueiro Senador Vergueiro     | Nicolau Pereira de Campos Vergueiro Senador Vergueiro     | Nicolau Pereira de Campos Vergueiro Senador Vergueiro     | Nicolau Pereira de Campos Vergueiro Senador Vergueiro     | Nicolau Pereira de Campos Vergueiro Senador Vergueiro     |  |  | María Angélica Vasconcellos | María Angélica Vasconcellos | María Angélica Vasconcellos | María Angélica Vasconcellos | María Angélica Vasconcellos | María Angélica Vasconcellos |  |  |             |             |             |             |             |             |  |  |                |                |                |                |                |                |  |  |                       |                       |                       |                       |                       |                       |  |  |                        |                        |                        |                        |                        |                        |  |  |  |  |  |  |  |  |  |  |  |  |  |  |  |  |  |  |  |  |  |  |  |  |  |  |  |  |  |  |  |  |  |  |  |  |  |  |  |  |  |  |  |  |  |  |  |  |  |  |  |  |  |  |  |  |
|             |             |             |             |             |             |  |  |                          |                          |                          |                          |                          |                          |  |  |                                                  |                                                  |                                                  |                                                  |                                                  |                                                  |  |  |                              |                              |                              |                              |                              |                              |  |  |                                                           |                                                           |                                                           |                                                           |                                                           |                                                           |  |  |                             |                             |                             |                             |                             |                             |  |  |             |             |             |             |             |             |  |  |                |                |                |                |                |                |  |  |                       |                       |                       |                       |                       |                       |  |  |                        |                        |                        |                        |                        |                        |  |  |  |  |  |  |  |  |  |  |  |  |  |  |  |  |  |  |  |  |  |  |  |  |  |  |  |  |  |  |  |  |  |  |  |  |  |  |  |  |  |  |  |  |  |  |  |  |  |  |  |  |  |  |  |  |
|             |             |             |             |             |             |  |  |                          |                          |                          |                          |                          |                          |  |  |                                                  |                                                  |                                                  |                                                  |                                                  |                                                  |  |  |                              |                              |                              |                              |                              |                              |  |  |                                                           |                                                           |                                                           |                                                           |                                                           |                                                           |  |  |                             |                             |                             |                             |                             |                             |  |  |             |             |             |             |             |             |  |  |                |                |                |                |                |                |  |  |                       |                       |                       |                       |                       |                       |  |  |                        |                        |                        |                        |                        |                        |  |  |  |  |  |  |  |  |  |  |  |  |  |  |  |  |  |  |  |  |  |  |  |  |  |  |  |  |  |  |  |  |  |  |  |  |  |  |  |  |  |  |  |  |  |  |  |  |  |  |  |  |  |  |  |  |
| Carolina    | Carolina    | Carolina    | Carolina    | Carolina    | Carolina    |  |  | Luís                     | Luís                     | Luís                     | Luís                     | Luís                     | Luís                     |  |  | Angélica Joaquina                                | Angélica Joaquina                                | Angélica Joaquina                                | Angélica Joaquina                                | Angélica Joaquina                                | Angélica Joaquina                                |  |  | José                         | José                         | José                         | José                         | José                         | José                         |  |  | Antônia Eufrosina                                         | Antônia Eufrosina                                         | Antônia Eufrosina                                         | Antônia Eufrosina                                         | Antônia Eufrosina                                         | Antônia Eufrosina                                         |  |  | María do Carmo              | María do Carmo              | María do Carmo              | María do Carmo              | María do Carmo              | María do Carmo              |  |  | Francisca   | Francisca   | Francisca   | Francisca   | Francisca   | Francisca   |  |  | Anna           | Anna           | Anna           | Anna           | Anna           | Anna           |  |  | Nicolau José Visconde | Nicolau José Visconde | Nicolau José Visconde | Nicolau José Visconde | Nicolau José Visconde | Nicolau José Visconde |  |  | Joaquim                | Joaquim                | Joaquim                | Joaquim                | Joaquim                | Joaquim                |  |  |  |  |  |  |  |  |  |  |  |  |  |  |  |  |  |  |  |  |  |  |  |  |  |  |  |  |  |  |  |  |  |  |  |  |  |  |  |  |  |  |  |  |  |  |  |  |  |  |  |  |  |  |  |  |
| Carolina    | Carolina    | Carolina    | Carolina    | Carolina    | Carolina    |  |  | Luís                     | Luís                     | Luís                     | Luís                     | Luís                     | Luís                     |  |  | Angélica Joaquina                                | Angélica Joaquina                                | Angélica Joaquina                                | Angélica Joaquina                                | Angélica Joaquina                                | Angélica Joaquina                                |  |  | José                         | José                         | José                         | José                         | José                         | José                         |  |  | Antônia Eufrosina                                         | Antônia Eufrosina                                         | Antônia Eufrosina                                         | Antônia Eufrosina                                         | Antônia Eufrosina                                         | Antônia Eufrosina                                         |  |  | María do Carmo              | María do Carmo              | María do Carmo              | María do Carmo              | María do Carmo              | María do Carmo              |  |  | Francisca   | Francisca   | Francisca   | Francisca   | Francisca   | Francisca   |  |  | Anna           | Anna           | Anna           | Anna           | Anna           | Anna           |  |  | Nicolau José Visconde | Nicolau José Visconde | Nicolau José Visconde | Nicolau José Visconde | Nicolau José Visconde | Nicolau José Visconde |  |  | Joaquim                | Joaquim                | Joaquim                | Joaquim                | Joaquim                | Joaquim                |  |  |  |  |  |  |  |  |  |  |  |  |  |  |  |  |  |  |  |  |  |  |  |  |  |  |  |  |  |  |  |  |  |  |  |  |  |  |  |  |  |  |  |  |  |  |  |  |  |  |  |  |  |  |  |  |
| John Le Coq | John Le Coq | John Le Coq | John Le Coq | John Le Coq | John Le Coq |  |  | Balbina da Silva Machado | Balbina da Silva Machado | Balbina da Silva Machado | Balbina da Silva Machado | Balbina da Silva Machado | Balbina da Silva Machado |  |  | Joaquim José Pereira de Faro barão de Rio Bonito | Joaquim José Pereira de Faro barão de Rio Bonito | Joaquim José Pereira de Faro barão de Rio Bonito | Joaquim José Pereira de Faro barão de Rio Bonito | Joaquim José Pereira de Faro barão de Rio Bonito | Joaquim José Pereira de Faro barão de Rio Bonito |  |  | María Umbelina Gavão Peixoto | María Umbelina Gavão Peixoto | María Umbelina Gavão Peixoto | María Umbelina Gavão Peixoto | María Umbelina Gavão Peixoto | María Umbelina Gavão Peixoto |  |  | Francisco Antônio de Sousa Queirós barão de Souza Queiroz | Francisco Antônio de Sousa Queirós barão de Souza Queiroz | Francisco Antônio de Sousa Queirós barão de Souza Queiroz | Francisco Antônio de Sousa Queirós barão de Souza Queiroz | Francisco Antônio de Sousa Queirós barão de Souza Queiroz | Francisco Antônio de Sousa Queirós barão de Souza Queiroz |  |  | Pedro Bonaury               | Pedro Bonaury               | Pedro Bonaury               | Pedro Bonaury               | Pedro Bonaury               | Pedro Bonaury               |  |  | Luís Roelfs | Luís Roelfs | Luís Roelfs | Luís Roelfs | Luís Roelfs | Luís Roelfs |  |  | Augusto Perret | Augusto Perret | Augusto Perret | Augusto Perret | Augusto Perret | Augusto Perret |  |  | Águeda de Faro        | Águeda de Faro        | Águeda de Faro        | Águeda de Faro        | Águeda de Faro        | Águeda de Faro        |  |  | Luiza Augusta de Souza | Luiza Augusta de Souza | Luiza Augusta de Souza | Luiza Augusta de Souza | Luiza Augusta de Souza | Luiza Augusta de Souza |  |  |  |  |  |  |  |  |  |  |  |  |  |  |  |  |  |  |  |  |  |  |  |  |  |  |  |  |  |  |  |  |  |  |  |  |  |  |  |  |  |  |  |  |  |  |  |  |  |  |  |  |  |  |  |  |

Família do senador Vergueiro